# Fédération royale des corps de sapeurs-pompiers de Belgique
La Fédération Royale des Corps de Sapeurs-pompiers de Belgique est une fédération belge, ayant pour but de représenter les sapeurs-pompiers du pays. 
Elle est composée de deux ailes: 
- L'aile francophone et germanophone ajoutant simplement aile francophone et germanophone[1] a son nom.
- L'aile néerlandophone, se nommant Brandweer Vereniging Vlaanderen[2].

## Royale caisse nationale d'entraide
La « Royale caisse nationale d'entraide » est une caisse de fonds de soutien à chaque pompier belge lorsqu'il est blessé ou tué (dans ce cas cela revient à la famille) en intervention.
Elle fut créée le 20 juin 1920 par le Capitaine-Commandant Goossens, chef de service des pompiers de Molenbeek-Saint-Jean (ce corps n'existe plus aujourd'hui).
Les conditions pour bénéficier de cette caisse sont d'être affilié à la Fédération Royale des Corps de Sapeurs-pompiers de Belgique, quelle qu'en soit l'aile. 
La cotisation s'élève à 3euros par an.